# Saint-Martin-la-Campagne
Saint-Martin-la-Campagne ist eine französische Gemeinde mit 101 Einwohnern (Stand: 1. Januar 2022) im Département Eure in der Region Normandie (vor 2016 Haute-Normandie). Sie gehört zum Arrondissement Évreux und zum Kanton Le Neubourg. Die Bewohner werden Saint-Martinois und Saint-Martinoises genannt.

## Geographie
Saint-Martin-la-Campagne liegt etwa sieben Kilometer nordwestlich des Stadtzentrums von Évreux. Umgeben wird Saint-Martin-la-Campagne von den Nachbargemeinden Sacquenville im Norden, Le Mesnil-Fuguet im Osten, Aviron im Südosten, Gauville-la-Campagne im Süden sowie Bernienville im Westen und Nordwesten.

## Bevölkerungsentwicklung
| Jahr                       | 1962 | 1968 | 1975 | 1982 | 1990 | 1999 | 2006 | 2019 |
| Einwohner                  | 58   | 52   | 62   | 75   | 89   | 89   | 94   | 100  |
| Quellen: Cassini und INSEE |      |      |      |      |      |      |      |      |